# 馬里·茱莉葉·盧韋
馬里·茱莉葉·盧韋（法語：Marie Juliette Louvay，1867年5月9日—1930年9月24日），法国女歌手，為未婚摩納哥親王路易二世情人，亦為其獨生子女瓦倫丁女公爵夏洛特公主母親。
盧韋被稱為茱莉葉，為雅克·亨利·盧維 (1830–1910) 與其第一任妻子約瑟芬·埃爾邁爾·皮德菲 (1828–1871) 之女。
其嫁給了攝影師阿基爾·德爾梅特，不過他們於 1893 年離婚。育有1子1女，喬治·德爾梅特與瑪格麗特·德爾梅特。茱莉葉·德爾梅特成為了一位藝人，據說為一位歌舞表演歌手。1897年，當其遇到摩納哥的路易王子時，其為蒙馬特夜總會女主人。1898 年，其於法属阿尔及利亚君士坦丁產下了他們獨生子女夏洛特公主，路易二世於法国軍隊一個非洲輕騎兵團服役，其於那裡證明了其於軍營存在為正當的洗衣店通過其女兒，其為摩納哥公主安托瓦內特郡主與摩納哥王子兰尼埃三世外祖母。
其出生日期5月9日於82年後成為其情人摩納哥親王路易二世忌日。